# Morella roquera
La morella roquera (Parietaria officinalis) és una planta herbàcia de la família de les urticàcies. Es troba a Europa meridional i central, també al nord d'Àfrica i a l'Àsia occidental i, abunda força a Catalunya, el País Valencià i a les Illes Balears. Se la coneix, entre altres noms com: blet de paret, herba de mur o herba de paret. El nom de la planta deriva del llatí paries (muralla, paret), a causa del fet que la planta creix per les parets. A més també es pot anomenar d'altres maneres com ara: herba roquera, rocamorella, morellosa, herba apegalosa, maia, herba de la mare de Déu o cama roja.

## Hàbitat
Creix sobre murs, parets, escletxes de roques, solars, cases velles o vores de camins, i prefereix els sòls nitrificats, per això apareix fàcilment on hi ha presència humana o d'animals. a més, també sol créixer més en zones on hi ha ombra i humitat durant algunes hores del dia.

## Descripció
És una planta vivaç (les parts aèries són anuals i les subterrànies són persistents), per tant és una planta perenne.
Té forma de mata poc compacta amb la base llenyosa, típicament d'entre 20 i 50 cm d'alçària, les tiges són molt ramificades i són cobertes de pèls no urticants (no piquen) malgrat la planta pertany a la família de les urticàcies com les ortigues.
Les fulles són alternes amb pecíol i de forma romboïdal o ovoïdal acabades en punta, presenten dos parells de nervis laterals, els quals estan molt marcats i es poden veure pels dos costats de la fulla i el parell inferior sovint és originat alguns mil·límetres per damunt de la base del limbe i són cobertes de pèls (pubescents) com tota la planta. Les fulles tenen un color verd brillant a l'envers i en canvi per la zona del revers no presenten brillantor i la fulla es divideix en dos parts iguals. S'enganxen fàcilment a la roba.
Les flors neixen unides a les axil·les de les fulles superiors i apareixen depenent de les condicions en què es troba el medi, tot i que sol ser durant tot l'any, ja que es considera que oficialment floreixen entre març i octubre, són verdes tot i que en alguns casos se'ls pot apreciar una mica de color vermell i es presenten agrupades en inflorescències globulars (glomèruls) on les del centre són femenines (escasses, amb periant de 2-2,5 mm) i la resta hermafrodites (hermafrosita) (abundants, amb periant de 3,5 mm). El seu pol·len provoca reaccions al·lèrgiques en les persones: és l'al·lergen més important de la costa mediterrània.
El fruit és una núcula (fruit sec) oval de color negre brillant que dins seu només hi conté una sola llavor i que s'enganxa fortament a la roba o als pels dels animals, el que contribueix a la seva propagació i li permet colonitzar ràpidament qualsevol sòl prou nitrificat.
És una planta rica en sals potassi i flavonoides com ara el kampferol que havia estat utilitzada contra les malalties de les vies urinàries per les seves propietats diürètiques. També conté algunes substàncies amargants i tanins, les quals li donen accions emolents, vulneraries i antirraumàtiques.

## Components més importants
- tanins
- glucòsids
- flavonoides (kampferol)
- nitrat de potassi
- oxalat càlcic
- mucílags
- compostos de sofre
- àcid glicòlic
- àcid glicèrid

## Farmacologia
Constitueix un diürètic molt eficaç, ideal per incrementar la micció. Sembla que els flavonoides, i la riquesa en potassi li atorguen aquesta propietat.
Indicada en:
- Malalties metabòliques en les quals l'eliminació de líquids corporals és fonamental: obesitat i diabetis. Degut a això també ajuda a tractar el problema de la cel·lulitis que tot i que no és un problema sol ser un dels usos més freqüents de l'espècie.
- Malalties reumàtiques, com la gota, artritis o àcid úric. Ja que si s'elimina aigua, eliminem també les substàncies de rebuig acumulades en les articulacions i, per tant, també desinflem les articulacions, de manera, que es millora la simptomatologia.
- Malalties de l'aparell urinari (litiasis renal). Si augmenta l'orina, impedeix l'acumulació de minerals i per tant, la possible formació de càlculs. També és útil per a les inflamacions renals (nefritis) o de la vagina urinaris (cistitis), ja que les propietats emol·lients que li proporcionen els mucílags generen una acció suavitzant del dolor.
- Malalties del sistema circulatori, formació d'edemes, mala circulació, hipertensió arterial… Tot i que en aquest cas se sol tractar amb altres medicaments més eficaços.
- Molt favorable en el tractament de bronquitis i asma.

## Usos
Ús extern: Té propietats emol·lients, cura ferides, millora la cicatrització, i impedeix que s'infectin les ferides.És ideal per disminuir les inflamacions, i el dolor causat per traumatismes i també per les cremades lleus.
- infusió
- extracte fluid, tintura, extracte glicòlic, cremes o gels, aplicats tòpicament

## Ús en alimentació
La Parietaria officinalis és una planta silvestre de fulla comestible.
Les fulles d'aquesta planta, especialment les joves, poden menjar-se com a verdura, aportant molts minerals i totes les seves propietats medicinals. Resulta molt útil com a diürètic, les sopes mixtes de parietària i ortiga (Urtica dioica), per ser plantes amb propietats semblants, que combinades, incrementen el seu poder.
- Infusió: 25 g per litre. Prendre tres o més vegades al dia, preferentment després dels menjars.
- Extracte fluid: 30-50 gotes, tres cops al dia
- Tintura: 50-100 gotes, 3 vegades al dia
- Xarop: 1 a 3 cullerades al dia
- Suc de planta fresca

## Altres aplicacions
Curiosament, la Parietaria officinalis es pot utilitzar per a netejar els vidres (sobretot antigament), per aquest motiu l'espècie també es coneix popularment amb el nom de "herba de botella".
A més, si freguem la planta per sobre de coure aconsegueix extreure'n l'òxid.

## Toxicitat
No s'han descrit casos de toxicitat en l'ús d'aquesta planta, excepte en aquelles persones que són sensibles a alguns dels seus components.
S'ha de tenir en compte, ja que el seu pol·len és el responsable de moltes al·lèrgies respiratòries en les ciutats.

## Subespècies
El que s'havia conegut com a Parietaria judaica es considera avui com una subespècie de Parietaria officinalis.
Parietaria ramiflora i Parietaria diffusa eren noms que s'havien utilitzat per Parietaria officinalis.

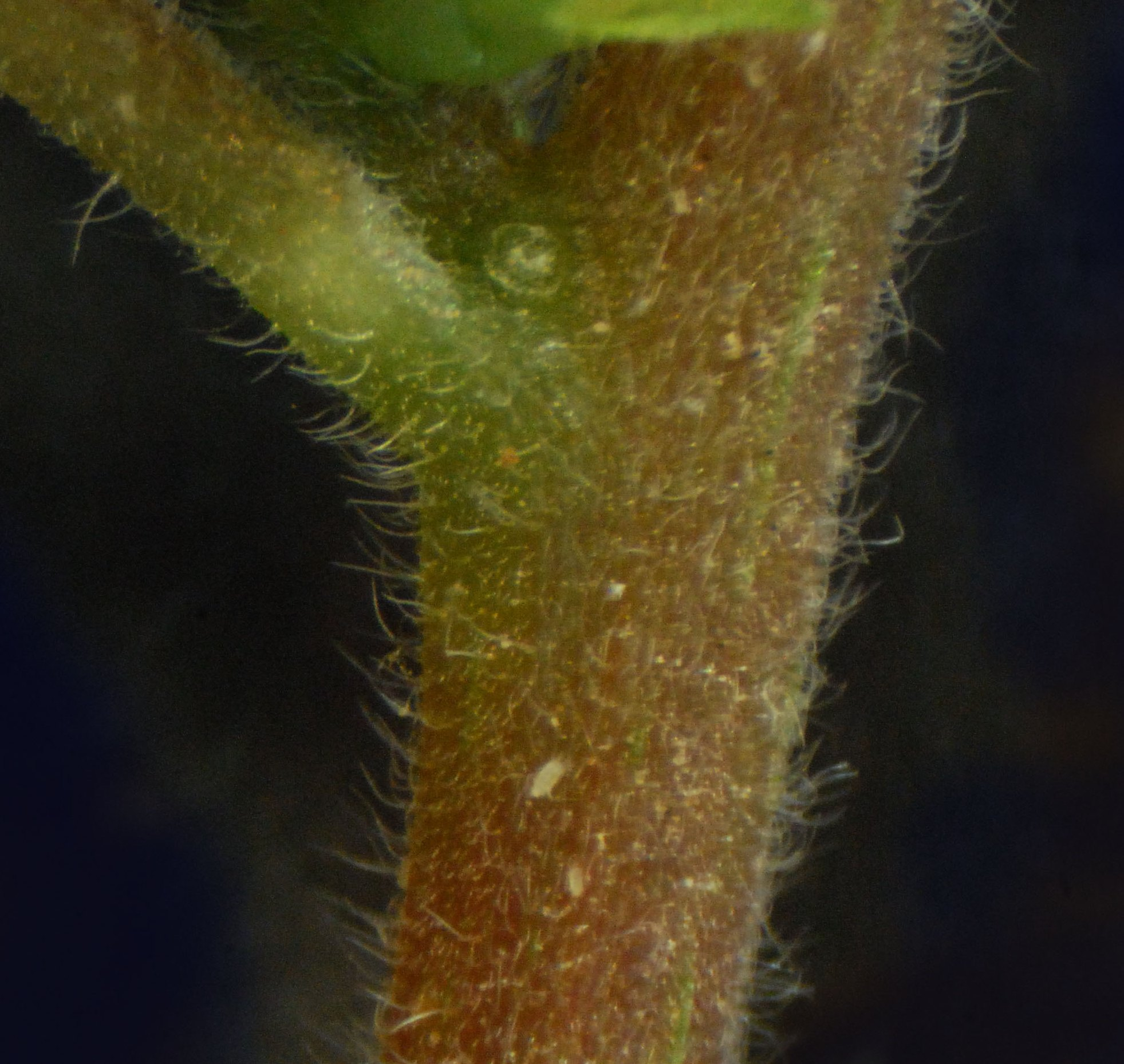
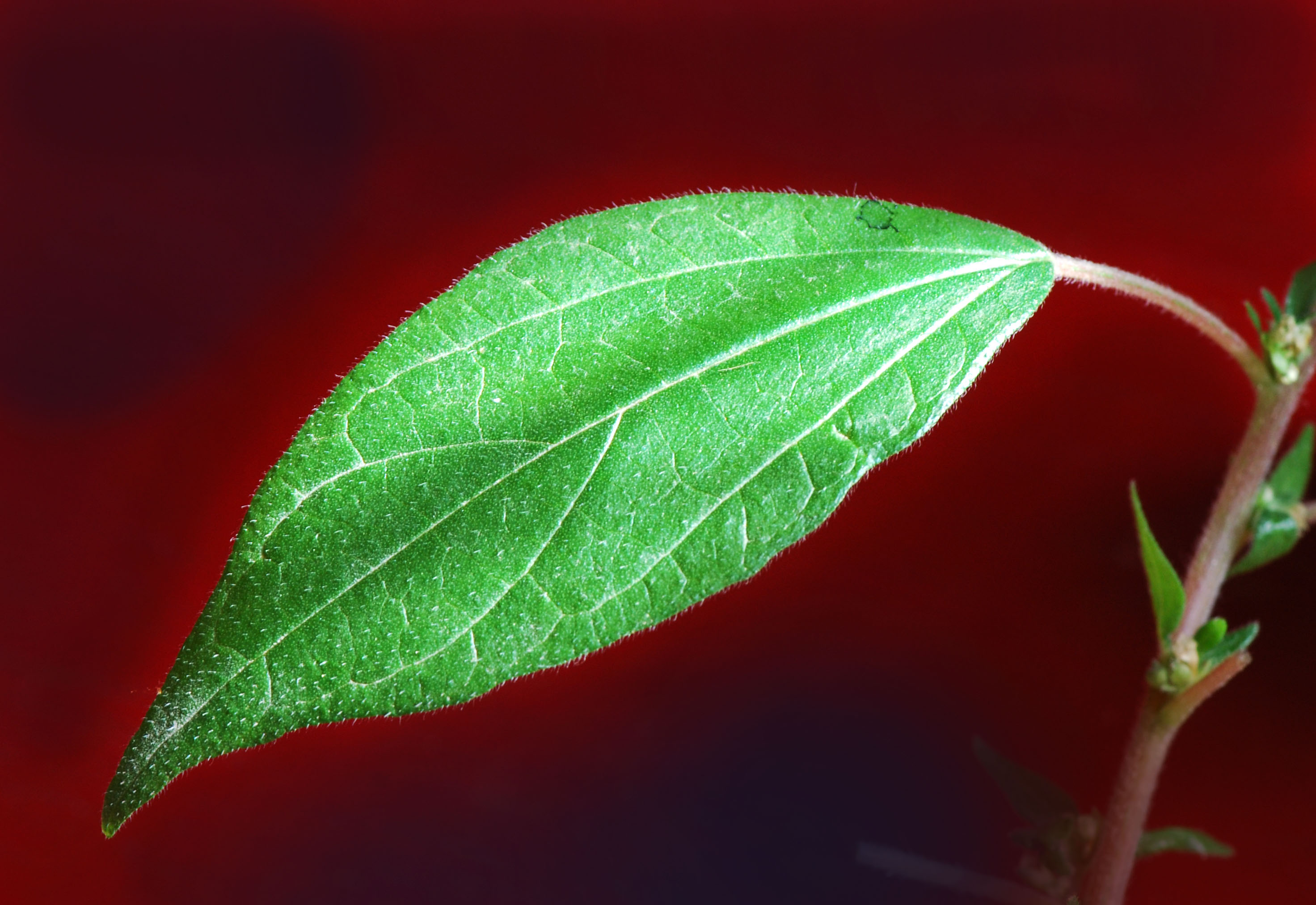
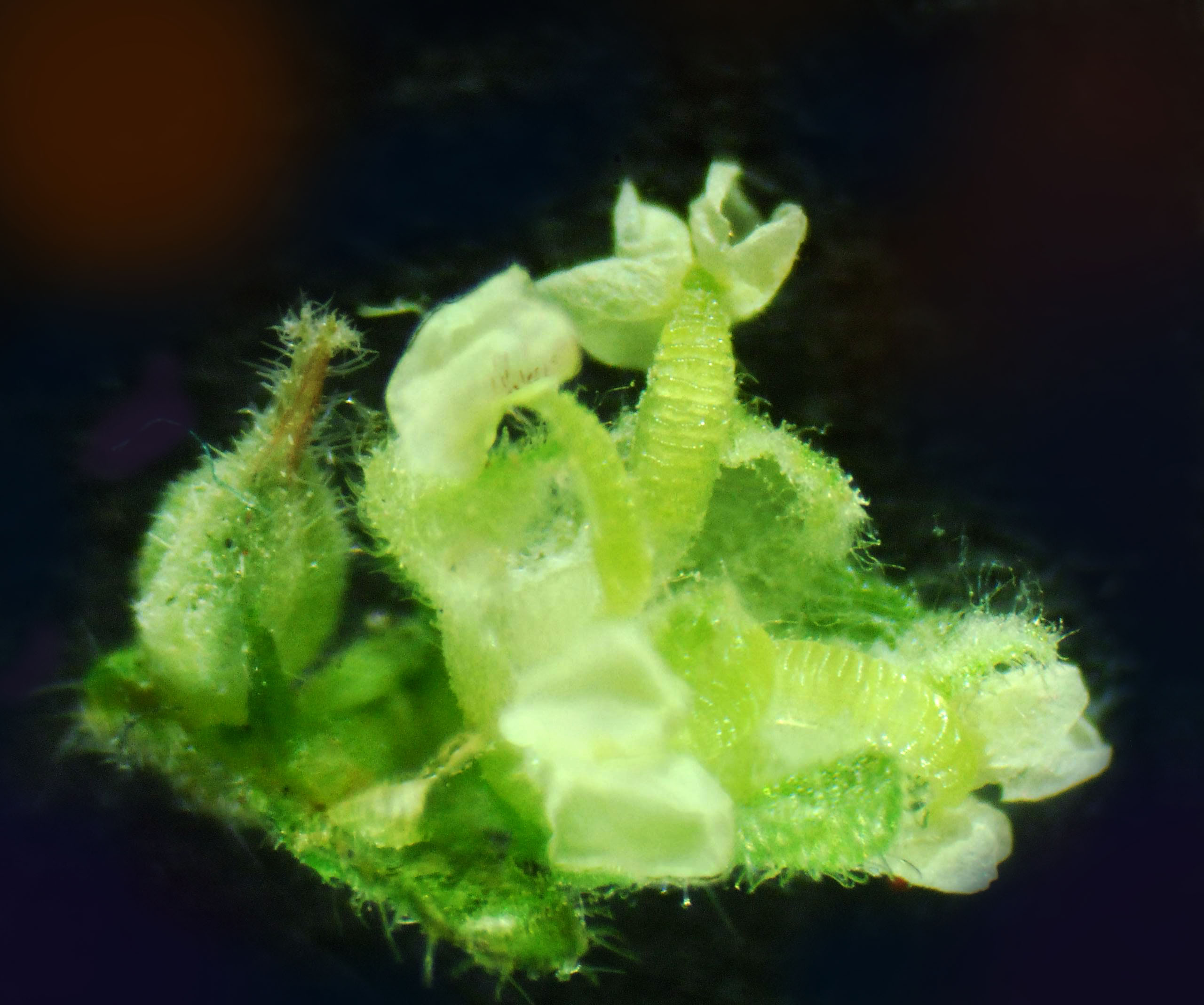
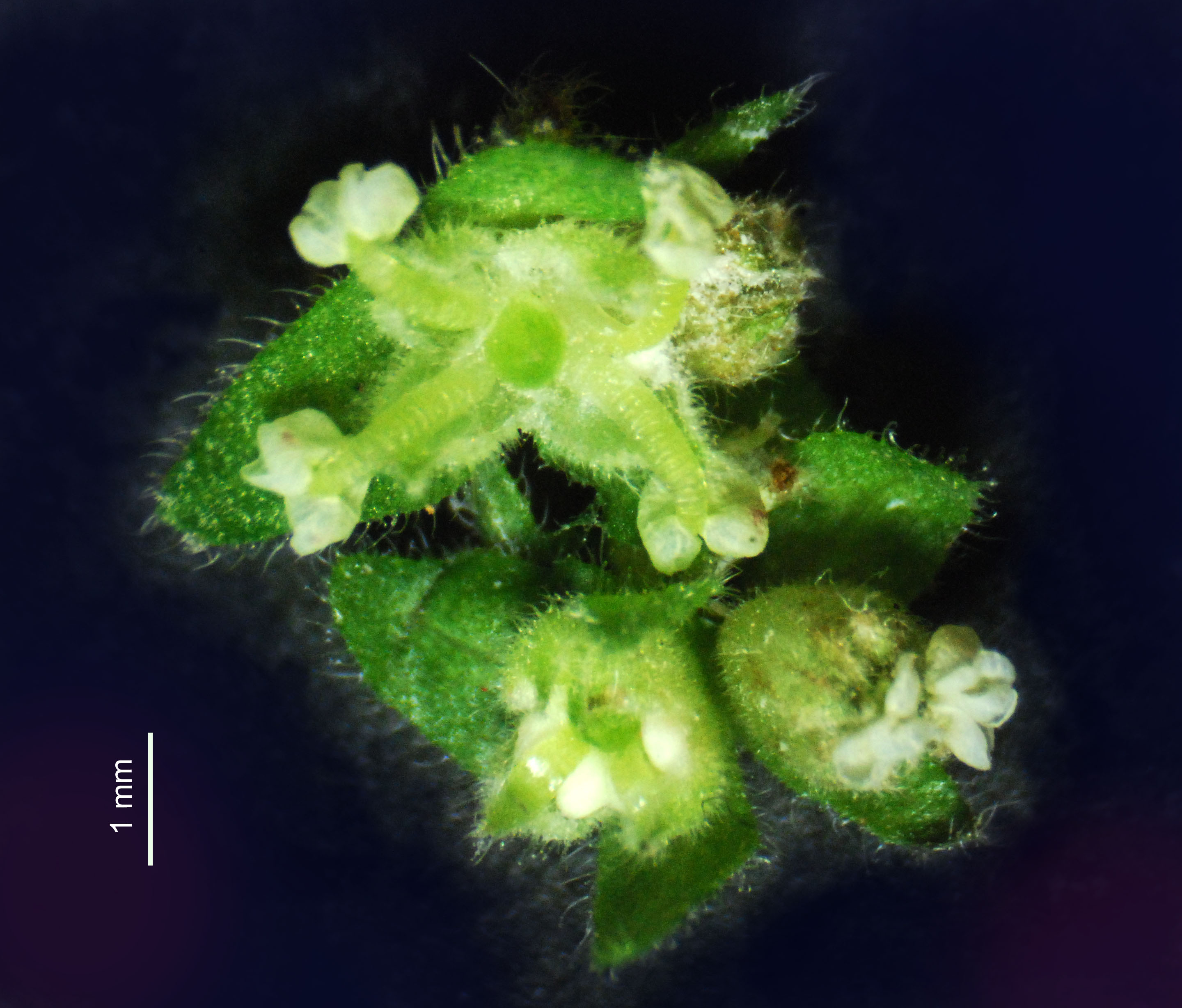
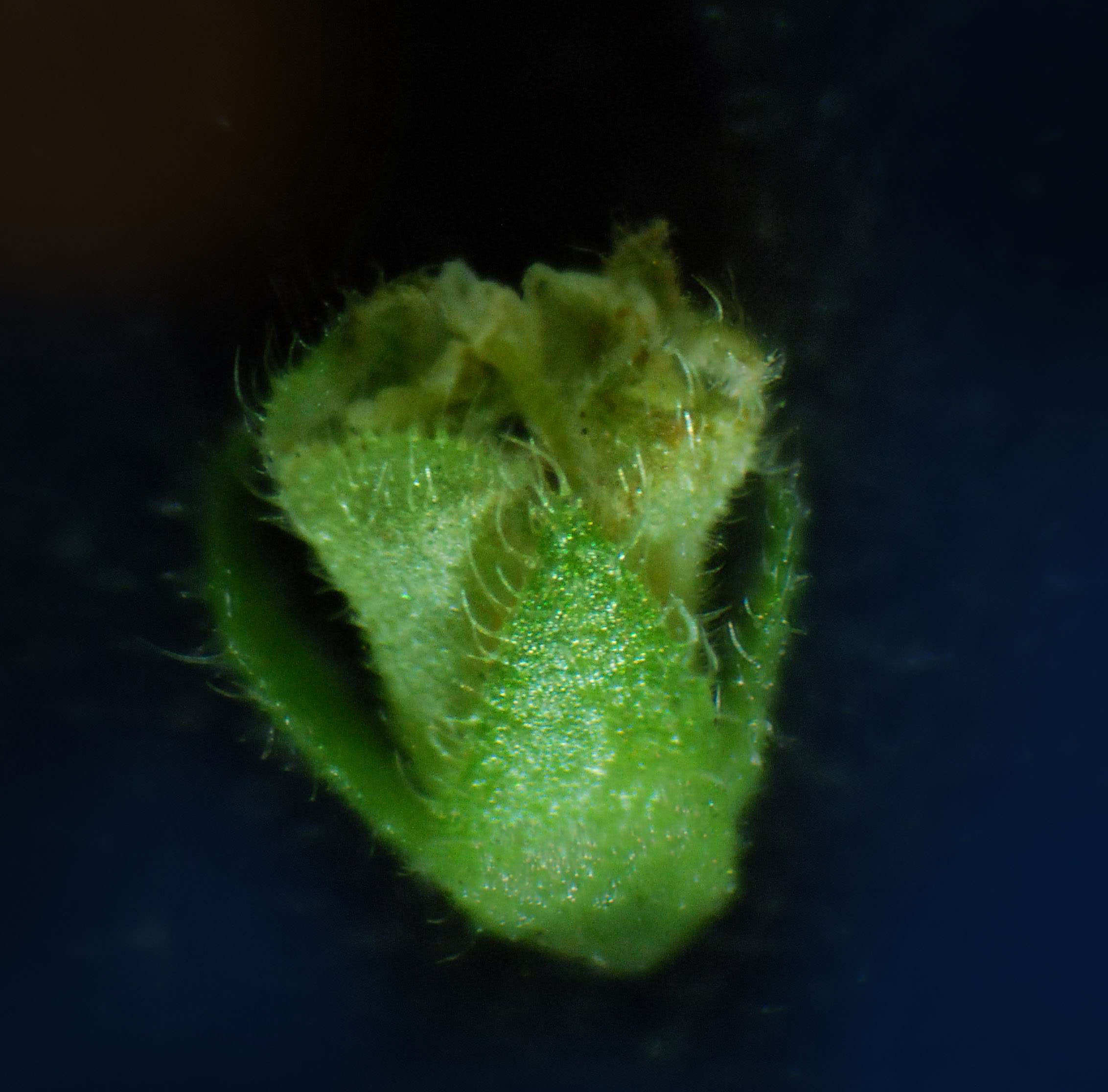